# 71º Gruppo volo
Il 71º Gruppo volo è un reparto operativo dell'Aeronautica Militare Italiana, inquadrato nel 14º Stormo "Sergio Sartof".

## Storia
Il Gruppo nasce per la prima volta il 1º marzo 1932 all'Aeroporto di Parma, formato dalla 116ª Squadriglia, e dal 1º aprile 1932 anche con la 38ª Squadriglia, entrambe con compiti di ricognizione fotografica e bombardamento, impiegando aerei Ro.1 e successivamente Ro.37.
Lo stesso 1º aprile il gruppo si sposta all'Aeroporto di Gorizia inquadrato nel 21º Stormo Osservazione Aerea comandata nel giugno successivo dal Colonnello Amedeo di Savoia-Aosta (1898).
Nell'agosto del 1935 arriva l’ordine di mobilitazione alle due squadriglie Ro.1 per la Guerra d'Etiopia. Il 30 agosto partono per Massaua dove arrivano il 6 settembre. La 38ª basata a Gura (Eritrea) in ottobre prende parte alle prime operazioni belliche in dipendenza dal II Gruppo aeroplani di ricognizione tattica (poi 2º Gruppo volo); la 116ª del campo di Otumlo (poi Aeroporto Internazionale di Massaua) in ottobre è nel Comando III Brigata aerea AO ed ha una Sezione nel Comando Aviazione di Assab [2] e dal 1º novembre l'unità risulta inquadrata nel I Gruppo. 
Dal 1º settembre 1935 rinascono la 38ª e la 116ª Squadriglia bis O.A. a Gorizia e nel maggio 1936 passano sugli IMAM Ro.37. 
Il 3 aprile 1937 il gruppo riceve il labaro nella cerimonia solenne all'Altare della Patria e nel 1938 riceve i Ro.37bis.
Dal 15 settembre 1939 passa al 22º Stormo di Udine.

### Seconda guerra mondiale
Con l'inizio della seconda guerra mondiale (10 giugno 1940) il reparto, dotato anche dei Caproni Ca.111 era all'Aeroporto di Gorizia nel 22º Stormo Osservazione Aerea per l'Aviazione Ausiliaria per l'Esercito per la 2ª Armata con la 38ª e 116ª Squadriglia con 10 Ro.37 ognuna, viene trasferito dal 21 giugno 1940 ad Aosta per la Battaglia delle Alpi Occidentali con la 116ª Squadriglia a supporto del Corpo d'armata alpino fino al 10 luglio quando rientra a Gorizia.
Il 6 febbraio 1941 si sposta all'Aeroporto di Udine-Campoformido ed in aprile è inquadrato nel nuovo Comando Aviazione della 2ª Armata, dove appoggia l'attività del Regio Esercito in Jugoslavia. Diventato 71º Gruppo Autonomo Osservazione Aerea (finora era sotto il comando del 22º Stormo) il 20 giugno torna a Gorizia-Merna dove dall'8 luglio inizia il passaggio sui Caproni Ca.311 che impiega già nell'attività dal mese di agosto.
Dal 23 settembre invia 8 aeri a Mostar (poi Aeroporto Internazionale di Mostar) fino al 10 dicembre.
Il 13 maggio 1942, il gruppo comandato dal del Tenente Colonnello Achille Fanelli con la 38ª del Capitano Lupini arriva a Stalino (poi Aeroporto di Donec'k) e la 116ª del Capitano Aldo Regnoli a Zaporož'e (poi Aeroporto internazionale di Zaporižžja) assegnato al CSIR e dal 9 luglio 1942 nell'8ª Armata (Regio Esercito) e di conseguenza inizia a volare, sempre con compiti di ricognizione e bombardamento, in Unione Sovietica nella componente aeronautica dell’Armir, chiamata Cafo (Comando aeronautica fronte orientale) comandata dal generale di brigata aerea Enrico Pezzi, che sostituisce il colonnello Carlo Drago il 12 febbraio 1942. Il gruppo osservazione aerea (OA) disponeva di 17 Ca. 311.
Il 2 agosto il gruppo avanza sull'aeroporto di Vorošilovgrad e dal 3 agosto arrivano i primi 3 B.R.20M alla 38ª.
In questo periodo i piloti del gruppo volano sui nuovi Ca.311 ed i più pesanti bimotori da bombardamento e ricognizione B.R.20M (12 esemplari ricevuti tra agosto e dicembre), servendosi anche di due Fi 156 C per i collegamenti. 
Il 6 agosto, i BR20M della 38ª Squadriglia eseguono una missione di bombardamento ad est del Don (fiume Russia) attaccando truppe sovietiche d'artiglieria e fanteria. Partecipano ad azioni analoghe anche i piccoli ricognitori bimotori Ca.311. Il gruppo distacca una sezione al campo avanzato di Kantemirovka per cooperare meglio con le nostre truppe.
Tra la metà di ottobre e la metà di novembre, i BR 20 continuarono, a prezzo di molte perdite a causa sia dall'aviazione che dalla contraerea russa, negli attacchi a bassa quota, colpendo principalmente colonne motorizzate ed ammassamenti di truppe in supporto al II Corpo d'Armata ed al Corpo d'armata alpino.
In dicembre, ciò che restava del Gruppo di stanza a Vorošilovgrad con una sezione di BR.20 al campo avanzato di Kantemirovka esegue una serie quasi continua di attacchi a volo radente contro i nuclei corazzati e motorizzati nemici che entrano nelle retrovie dell'8ª Armata. Con temperature anche di 40-45 gradi inferiori allo zero, con i carrelli ed il brandeggio delle armi di bordo bloccati dal ghiaccio (con quelle temperature gli oli lubrificanti della Regia si indurivano diventando una specie di colla), i 17 BR 20 ed i 15 Ca.311 si alzarono in volo dai campi coperti da neve ed attaccati dai caccia-bombardieri sovietici per cercare di supportare quello che rimaneva delle posizioni difensive italiane del 35º Corpo d'Armata.
Il Gruppo comandato dal Maggiore Alberto Scottu seguì le sorti del CSIR venendo obbligato alla ritirata fino al 21 gennaio 1943 spostandosi a Millerovo, Morozovsk e Kamensk-Shakhtinsky, il 18 gennaio a Stalino, il 19 febbraio a Zaporož'e partendo quindi per Odessa dove arriva il 5 marzo prima di rientrare all'Aeroporto di Trieste-Ronchi dei Legionari trasferendosi dal 20 aprile con i sei BR.20 rimasti operativi e per il suo lavoro eccellente il 71º Gruppo si meritò la Medaglia d'Argento al Valor Militare. 
Il 10 agosto 1943 un BR.20 della 38ª Squadriglia viene abbattuto dalla contraerea durante un mitragliamento a bassa quota in soccorso alla fanteria accerchiata in Jugoslavia; il Capitano osservatore alpino Enzo Tolu a bordo viene decorato con la medaglia d'oro al valor militare.
Il gruppo venne sciolto dopo l'Armistizio di Cassibile quando era con 38ª Squadriglia (4 BR 20) e la 116ª Squadriglia (3 BR 20) all'Aeroporto di Venaria Reale dal 23 luglio inquadrato nel 19º Stormo da Osservazione Aerea dell'Aviazione Ausiliaria per l'Esercito.

### Il dopoguerra
Il Gruppo riprende nuovamente vita all'aeroporto di Pratica di Mare 1º marzo 1972 con le vecchie 38ª e 116ª squadriglia.
Dal gennaio 1973 al marzo 1974 è stato comandato da Mario Arpino.
Il 1º giugno 1976 entra a far parte del 14º Stormo addestrando gli operatori della difesa aerea nazionale su aerei PD-808. Il 30 giugno 2000, con la messa in posizione quadro del 303º Gruppo volo autonomo di Guidonia, il personale ed i velivoli provenienti da GUIDONIA confluiscono nel 71º Gruppo volo. Con aerei Piaggio P.166DL3 ha avuto in passato il compito di effettuare ricognizioni fotografichee a supporto del Dipartimento della Protezione Civile mentre con i velivoli P180 Avanti ed un Aermacchi MB-339A-RM è stata avviata la capacità di svolgere attività di calibrazione di sistemi PAR (Precision Approach Radar, radar per l'avvicinamento di precisione) e IOP (Indicatore Ottico di Pendenza). Negli anni il 71º Gruppo volo “Perseo” ha visto modificare più volte le missioni assegnate. Nel maggio del 2003 con la dismissione del velivolo PD-808 il Gruppo cessava l’attività specifica.
Ad oggi il 71º Gruppo volo svolge attività di calibrazione degli apparati necessari alla navigazione ed all’atterraggio (radiomisure), oltre al trasporto leggero, con velivolo P180.
Con l’ingresso in Forza Armata del velivolo CAEW, il 71º Gruppo volo acquisisce la nuova capacità AEW (Airborne Early Warning), precedentemente fornita solo dai NATO AWACS.

## Organizzazione
Il 71º Gruppo è organizzato su 4 Squadriglie di volo, due delle quali assorbite dal disciolto 303º Gruppo Volo Autonomo di Guidonia:
- 38ª Squadriglia "Fiamma chiusa è più ardente"
- 116ª Squadriglia "Fiamma chiusa è più ardente"
- 505ª Squadriglia "Dulce et decorum est pro patria mori"
- 508ª Squadriglia "Dove lo sguardo posa, le ali spiega"

## Onorificenze

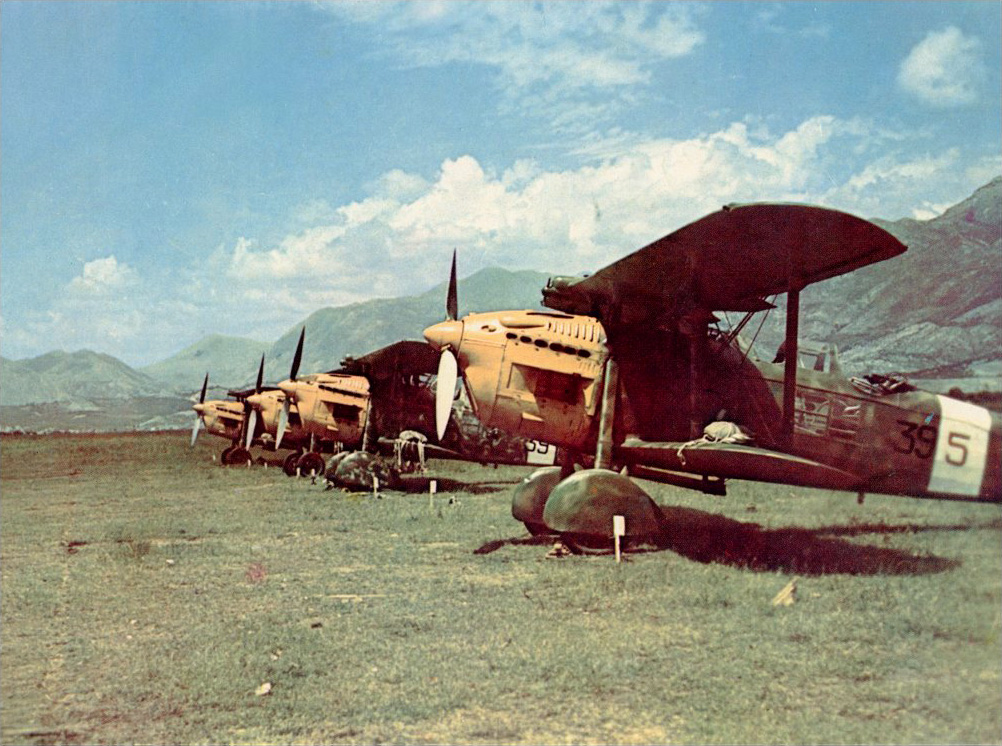
Alcuni IMAM Ro.37, utilizzati in passato dal 71º Gruppo

Il 71º Gruppo è uno dei reparti dell'Aeronautica Militare decorato di medaglia al Valor Militare.